# Золочівська волость
Золочівська волость — адміністративно-територіальна одиниця Харківського повіту Харківської губернії.
На 1862 рік до складу волості входили:
- місто Золочів;
- хутір Марієнків;
- хутір Христенків;
- хутір Борохів;
- хутір Мартиненків;
- хутір Ковалів;
- хутір Следін;
- хутір Постольних;
- хутір Цимаринів;
- хутір Березів;
- хутір Стогнів;
- хутір Суліж;
- хутір Котелевських;
- хутір Ковтунів;
- хутір Коників;

Найбільші поселення волості станом на 1914 рік:
- місто Золочів — 11 706 мешканців.

Старшиною волості був Завадський Дмитро Степанович, волосним писарем — Борох Гнат Федорович, головою волосного суду — Лисун Гаврило Савич.